# Albani (famiglia bergamasca)

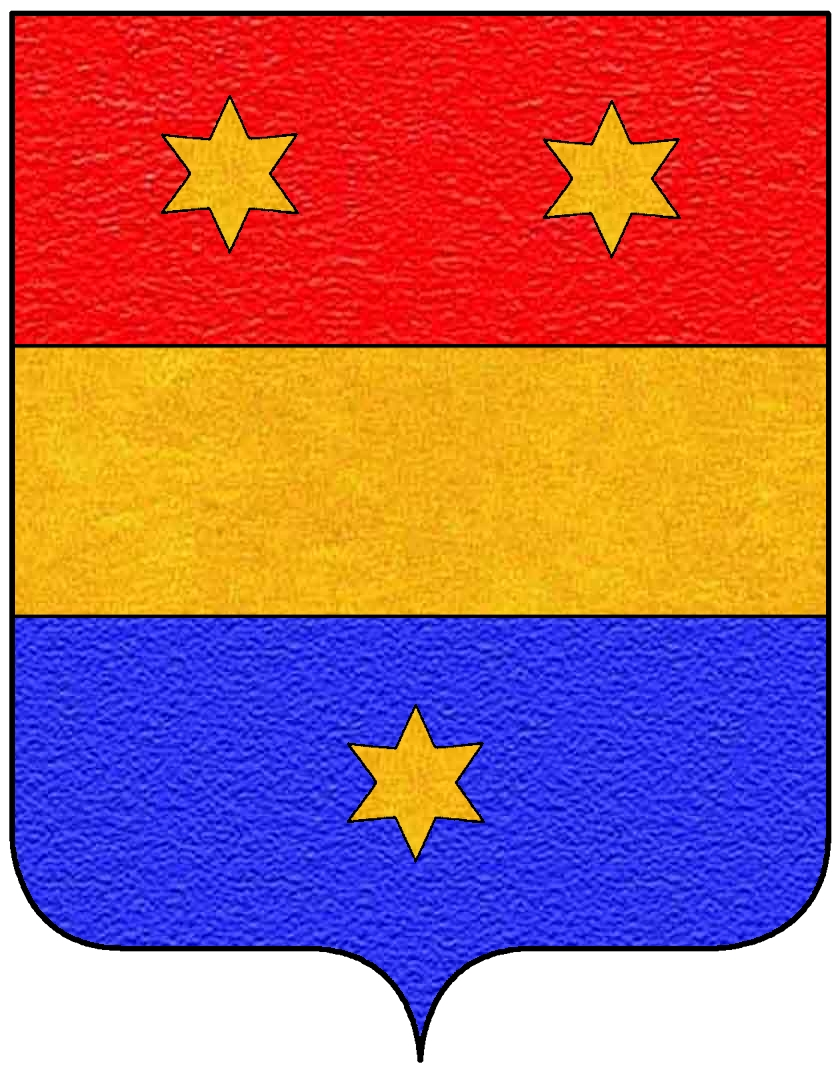
Stemma dei conti Albani di Bergamo

Gli Albani (varianti Albano o Albanis) furono una famiglia nobiliare di Bergamo, da non confondersi con gli Albani di Urbino/Roma.

## Storia
La famiglia degli Albani, con il suo capostipite Rotopaldo de Albano (967), deve il suo nome al villaggio d'origine, Albano Sant'Alessandro (provincia di Bergamo). Secondo la ricostruzione dello storico Bortolo Belotti si divise poi in due rami, quella di Antonio Albani che restò nella bergamasca, e che, di parte ghibellina,  fu attiva nella vita politica cittadina, e quella dei di Michele de Lanzi che allontanatosi da Bergamo si stanziò ad Urbino.

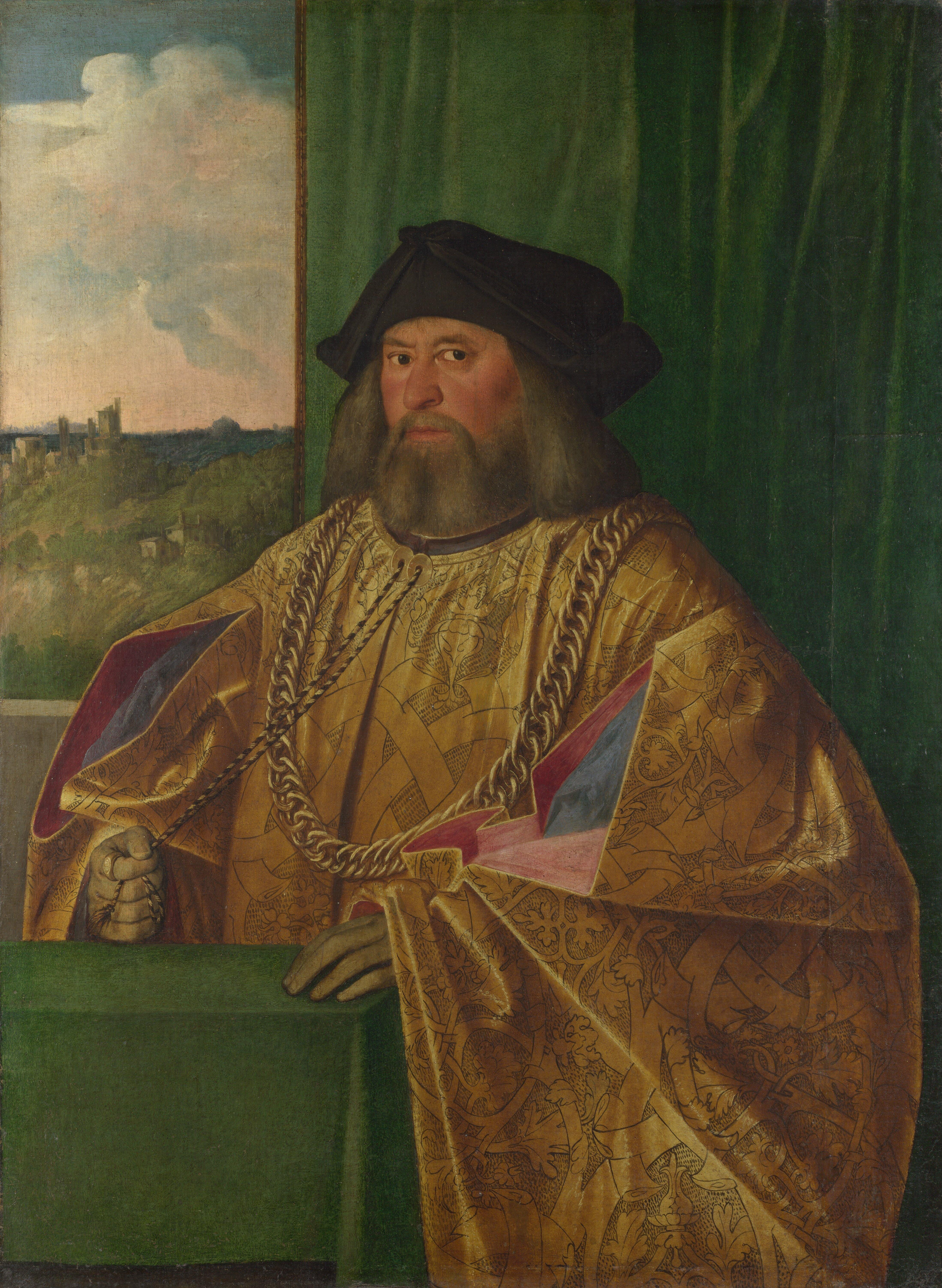
Ritratto di Francesco Albani di Giovanni Cariani.

### La faida del XVI secolo
Nel XV e XVI secolo la famiglia si trovò coinvolta in una faida con la famiglia dei Brembati i cui fatti vennero documentati dal notaio Lazzaro di Corteregia. 
Nel 1498 Gerosolamitano Giacomo Albani, era tra le persone nobili di Bergamo più eminenti, aveva proprietà sia in città che a Venezia, era rispettato e aveva numerosi dipendenti al proprio servizio, era sposato con Grata Colombi che non gli aveva dato eredi. I primi eredi diretti alla sua morte sarebbero stati il nipote Nicola e Francesco che aveva sposato Caterina Pecchio dei Pecci di Milano, figli dei fratelli. Veramente lui due figli li aveva avuti, ma illegittimi dalla domestica Giovannina Vaiola: Antonia e Marcantonio, e dopo averne allontanato la madre, voleva dar loro la paternità legittimandoli. 

Il problema venne risolto dall'avvocato Cristoforo da Romano che trovò un antico privilegio che concedeva la legittimità ai figli avuti da persone estranee alla famiglia ma autorizzate da una nobile, fu proprio il conte Brembati a favorire la legittimazione della prole; i soli che avrebbero perso diritti in questa situazione erano i due nipoti. Ma Giacomo Albani prevedendo il malcontento e sanandone la perdita, concesse ad ognuno dei due, la somma di ventimila lire imperiali al momento della sua morte, sempreché non trovassero motivi di contestazione. Francesco si trovò però in una situazione nuova, egli aveva già contratto un debito di quarantamila lire con lo zio per sanare debiti della moglie Caterina Pecchio.
Il 1503 però Giacomo Albani fu ucciso, ne fu incolpata la moglie di Francesco. Condotta a Venezia, fu processata e prosciolta per non aver commesso il fatto, di questo processo non vi è documentazione, ne modo di sapere come il cavaliere fosse stato assassinato.

Le due famiglie intanto,  acquisirono nel XVI secolo sempre maggior ricchezza e potere, e Maddalena la figlia di Francesco Albani andò sposa nel 1535 al conte Francesco Ottaviano Brembati, l’unione delle due famiglie in matrimonio indicherebbe che a questa data non vi furono motivi di attrito ancora tra i diversi membri, mentre il figlio Giovanni Gerolamo Albani sposò una Longhi che gli portò in dote il castello di Urgnano ottenendo poi il titolo di conte, unitamente ai diritti sulle terre del borgo, dall'imperatore Carlo V nel 1543. 
Eppure questo non bastò a sanare una situazione probabilmente antica, nascosta e latente di discordia tra le famiglie bergamasche.  Ma dal 1551 fu un succedersi di eventi così come venne riportato dal Belotti. 
Nel 1555 Giovanni Gerolamo Albani figlio di Francesco, fu nominato vice comandante generale delle truppe di terra della Repubblica veneta ossia Collateral Generale, risulta impegnato nella lotta contro il diffondersi del luteranesimo tra le valli bergamasche, ed ebbe contatti con l'inquisitore Antonio Michele Ghisleri, poi papa Pio V, pare ospitato proprio dall'Albani, nel castello di Urgnano durante la sua fuga precipitosa da Bergamo (15 maggio 1551). Nel 1557 chiese ai rettore di Bergamo di prendere provvedimenti contro Giovan Battista Brembati che riteneva fosse stato nominato colonnello dell'esercito spagnolo, quale premio alla sua attività di spia presso lo straniero. Da questo evento fu un susseguirsi di accuse, agguati fino al 28 marzo 1563 quanto il podestà Marcantonio Morosini riuscì a stabilire la pace, proponendo un incontro tra i figli di Gerolamo,  Giovanni e Francesco, e Achille Brembati fratello di Giambattista che era in esilio a Milano, il primo di aprile, dopo aver chiesto perdono nella chiesa di Santa Maria Maggiore, ma questo appuntamento si trasformerò in un agguato.

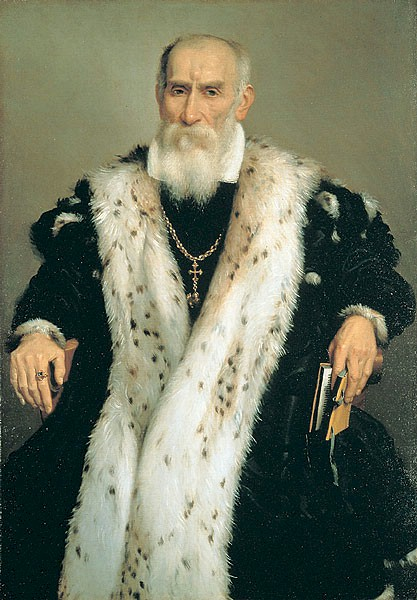
Ritratto di un nobile Albani di Giovan Battista Moroni.

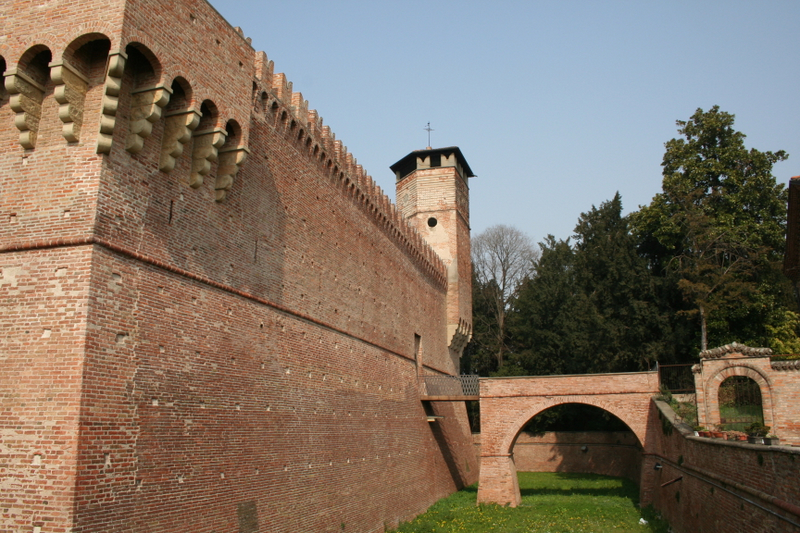
Il castello di Urgnano.

Il 1º aprile 1563 i figli di Giovanni Gerolamo (Giovanni Domenico, Giovanni Francesco e Giovanni Battista), insieme a Manfredo Landi, uccisero con un colpo di archibugio Achille Brembati durante la messa celebrata in Santa Maria Maggiore. Gli Albani e il Landi si diedero alla fuga ma Giovanni Francesco e Giovanni Battista, insieme al padre furono arrestati (5 aprile) e condannati all'esilio (2 settembre). Nel 1566 Ghisleri, eletto Papa Pio V, costrinse la Serenissima a revocare il bando sugli Albani e nel 1570 ordinò Giovanni Gerolamo cardinale di San Giovanni a Porta Latina.
Nonostante la carriera ecclesiastica e la condotta morale di Giovanni Gerolamo, i suoi figli proseguirono nella loro condotta criminale tanto che, morto Giovanni Domenico Albani (1611), Venezia decise di revocare i diritti della famiglia su Urgnano nel 1612. Banditi da Bergamo, gli Albani restarono però padroni delle loro terre in Urgnano, ospitando l'imperatore Ferdinando III. Grazie ai servigi resi alla Serenissima dal condottiero Giovanni Domenico Albani nella lotta contro gli ottomani, la famiglia venne reintegrata ufficialmente nei suoi domini nel 1673.
Confermati nei loro domini da Venezia nel 1704, gli Albani ospitarono nella rocca d'Urgnano la futura imperatrice Elisabetta Cristina di Brunswick-Wolfenbüttel (1708) durante il suo viaggio di nozze con Carlo VI d'Asburgo.